# Vipera barani
Pour les articles homonymes, voir Vipera et Barani.
Espèce
Statut de conservation UICN

 NT  : Quasi menacé
Vipera barani est une espèce de serpents de la famille des Viperidae.

## Répartition
Cette espèce est endémique du Nord-Ouest de la Turquie.

## Description
C'est un serpent venimeux.

## Étymologie
Cette espèce est nommée en l'honneur de l'herpétologiste turc İbrahim Baran.

## Publication originale
- Böhme & Joger, 1983 : Eine neue Art des Vipera berus-Komplexes aus der Turkei. Amphibia-Reptilia, vol. 4, no 2-4, p. 265-271.